# 昌泰 (陳吊眼)
昌泰（しょうたい）は、元代、福建で叛した陳吊眼の私年号。
1281年旧閏8月 - 旧11月。

## 西暦との対照表
| 昌泰 | 元年   |
| 西暦 | 1281年 |
| 干支 | 辛巳   |